# Sean Maguire (acteur)
Pour les articles homonymes, voir Sean Maguire.
Sean Martin Michael Maguire (né le 18 avril 1976, à Ilford, Essex) est un acteur et chanteur anglais, qui connait le succès en 1988, à l'âge de 11 ans lorsqu'il interprète le rôle de Tegs Ratcliffe dans la série de la BBC Grange Hill.

## Biographie
Sean Maguire est né le 18 avril 1976, à Ilford, Essex
Il a 5 frères et sœurs : Ciaran Maguire, Darren Maguire, Michael Maguire, Ellie Maguire et Katherine Maguire. 
Il descend d'une famille irlandaise originaire de Cavan installée à Londres à la fin des années 1970. Tous pratiquaient la danse irlandaise et donnaient des prestations régulières lors d’événements ou de compétitions. Il suivit cette tradition familiale depuis son plus jeune âge. 

### Vie privée
Il est marié depuis 2012 à Tanya Flynn. Le couple a deux garçons : Flynn Patrick (né le 14 juillet 2015) et Leo James (né le 16 décembre 2017) et une fille, Amélie Rose (née le 8 septembre 2021). 

## Carrière
En 1993, il rejoignit le casting du soap opera anglais EastEnders, jouant le rôle d'Aidan Brosnan, un jeune footballeur irlandais. En 1994, Sean quitte la série pour prendre un rôle dans la série dramatique de la BBC Dangerfield. Il apparaît également dans Holby City et Sunburn. 
Il décide de commencer une carrière musicale. Il sortira trois albums ; Sean Maguire en 1994, Spirit en 1996, et Greatest Hits en 1998. Son plus grand succès sera le single Good Day, classé à la 12e place en mai 1996[réf. souhaitée]. 
Au début des années 1990, il joue dans Waterland aux côtés d'Ethan Hawke et Jeremy Irons, ainsi que dans Un baiser avant de mourir.
En 2001, Sean obtient le rôle principal du téléfilm Prince Charming aux côtés de Bernadette Peters, Christina Applegate et Billy Connolly. En 2005, il fait également The Third Wish avec Jenna Mattison, Armand Assante, Betty White et James Avery et participe à la sitcom Sexe et Dépendances.
Sean obtient ensuite le rôle de Donovan Brink, un des personnages principaux de la série Eve. Puis celui de Kyle Lendo dans la sitcom La Classe.
Son film Spartatouille ou Voici les Spartiates au Québec se placera au numéro 1 du box office américain en 2008, bien que le film ait été très mal accueilli par la critique, et ait été le 2e plus mauvais film voté en 2008 par The Times newspaper. 
L'un de ses rôles les plus récents est celui dans Kröd Mändoon and the Flaming Sword of Fire, une série de type comédie fantastique diffusée en 2009 sur Citytv et BBC Two.
De 2013 à 2016, il joue le rôle de Robin des Bois, dans la série Once Upon a Time, diffusée sur ABC.
En 2014, il prête sa voix et ses traits au personnage de Ben, dans le jeu vidéo Forza Horizon 2,.

## Filmographie

### Cinéma
- 1992 : Waterland de Stephen Gyllenhaal : Peter
- 2000 : Out Of Depth de Simon Marshall : Paul Nixon
- 2005 : The Third Wish de Shelley Jensen : Brandon
- 2007 : The Dukes de Robert Davi : Dave
- 2007 : LA Blues d'Ian Gurvitz : Jack Davis
- 2008 : Spartatouille (Meet the Spartans) de Jason Friedberg et Aaron Seltzer : Leonidas
- 2012 : Songs for Amy de Konrad Begg : Sean O'Malley

#### Court métrage
- 2018 : Are We Good Parents ? de Bola Ogun : Bill

### Télévision

#### Séries télévisées
- 1988 - 1991 : Grange Hill : Terence 'Tegs' Ratcliffe
- 1991 : Dodgem : Simon Leighton
- 1993 : The Bill : Darren Hancock
- 1993 : EastEnders : Aidan Brosnan
- 1995 : Dangerfield : Marty Dangerfield
- 1997 : Scene : Alan
- 1999 : Holby City : Darren Ingram
- 2000 : Urban Gothic : Jude Redfield
- 2000 : Sunburn : Lee Wilson
- 2001 - 2002 : Sexe et Dépendances (Off Centre) : Euan Pierce
- 2003 - 2006 : Eve : Donovan Brink
- 2006 - 2007 : La Classe (The Class) : Kyle Lendo
- 2009 : Kröd Mändoon and the Flaming Sword of Fire : Kröd Mändoon
- 2009 : Cupid : Dave
- 2009 : Mister Eleven : Dan
- 2010 : Cold Case : Affaires classées (Cold Case) : Phil
- 2010 : Les Experts : Manhattan (CSI : NY) : Alex Brodevesky
- 2010 : Undercovers : Clive
- 2011 et 2024 : Meurtres au paradis (Death in Paradise) : Marlon Collins
- 2011 : Bedlam : Sean
- 2012 - 2013 : Scott & Bailey : Sean McCartney
- 2013 : Esprits Criminels (Criminal Minds) : Thaine
- 2013 - 2017 : Once Upon a Time : Robin des Bois
- 2013 : Once Upon a Time in Wonderland :  Robin des Bois
- 2016 : Timeless : Ian Fleming
- 2019 - 2020 : Les 100 (The 100) : Russel Lightbourne
- 2020 : The Magicians : Sir Effingham / The Dark King
- 2021 : Electric Easy : Rizz

#### Téléfilms
- 1997 : Dear Nobody de Juliet May : Chris Marshall
- 2001 : Prince Charming : Prince 'Charming' John
- 2014 : Romance de gare (The 7.39) de John Alexander : Ryan Cole
- 2015 : The Red Dress de Leif Bristow : James

### Jeu vidéo
- 2014 : Forza Horizon 2 : Ben Miller (voix)

## Discographie

### Albums
| Année | Informations                                                                            | UK Album Chart |
| ----- | --------------------------------------------------------------------------------------- | -------------- |
| 1994  | Sean Maguire - Premier album studio - Sortie : 26 novembre 1994 - Formats: CD, Cassette | #75            |
| 1996  | Spirit - Second album studio - Sortie : 3 juin 1996 - Formats: CD, Cassette             | #43            |
| 1998  | Greatest Hits - Compilation - Sortie : 18 juin 1998 - Formats: CD, Cassette             | —              |

### Singles
| Année | Single                   | UK Singles Chart | Album             |
| ----- | ------------------------ | ---------------- | ----------------- |
| 1994  | Someone To Love          | #14              | Sean Maguire      |
| 1994  | Take This Time           | #27              | Sean Maguire      |
| 1995  | Suddenly                 | #18              | Sean Maguire      |
| 1995  | Now I've Found You       | #22              | Spirit            |
| 1995  | You To Me Are Everything | #16              | Spirit            |
| 1996  | Good Day                 | #12              | Spirit            |
| 1996  | Don't Pull Your Love     | #14              | Spirit            |
| 1997  | Today's the Day          | #27              | single hors album |